# Hans Gillisz. Bollongier
Hans Bollongier ou Boulenger est un peintre néerlandais, né vers 1600 à Haarlem et mort après 1645 dans cette même ville. C'est un peintre de nature morte spécialisé dans la représentation de bouquet floraux, parfois de grandes dimensions.

## Biographie
Selon le RKD, on sait peu de choses de sa jeunesse. Il est devenu membre de la Guilde de Saint-Luc de Haarlem en 1623, et en 1675, son jeune frère Horatio en a été nommé bénéficiaire. Les peintures qui lui sont attribuées et qui ne sont pas des fleurs ou des natures mortes de fruits sont probablement l'œuvre de son frère Horatio.

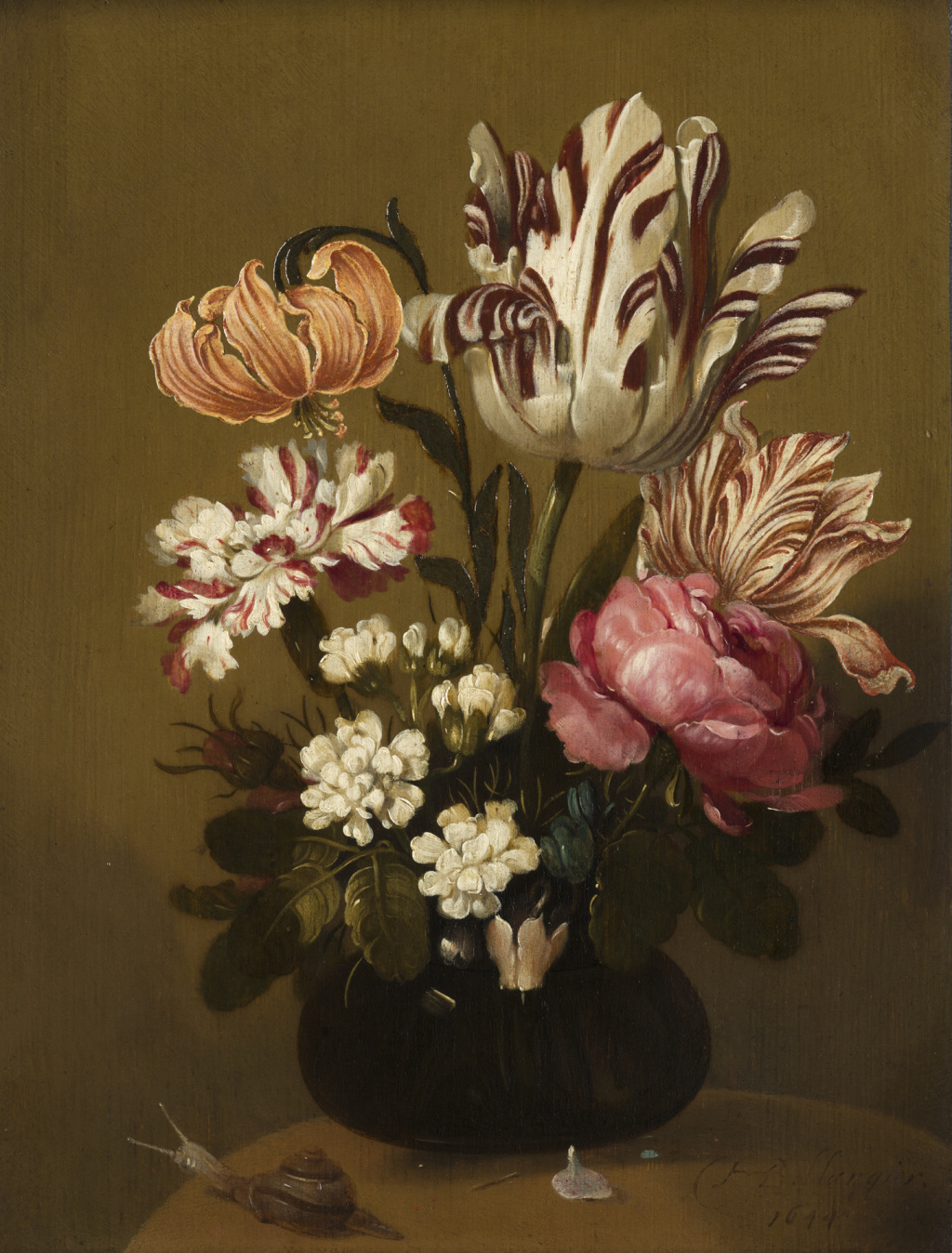
Peinture de fleurs, 1644 (Musée Frans Hals)

Il a eu une influence importante sur les peintres de fleurs plus tard connus sous le nom de monogrammist JF et Anthony Claesz II. Il a peint pendant une période de grande productivité pour les peintres de Haarlem, au cours des décennies postérieures à la publication par Karel van Mander de son Schilderboeck. Dans ce livre, il y avait un ensemble de règles à suivre pour créer de bonnes peintures et de bons dessins. Bollongier a développé son propre style mais observait toujours toutes ces règles. Ses peintures étaient très populaires, mais les peintres contemporains de Haarlem considéraient la peinture de natures mortes comme inférieure aux allégories historiques.
Son travail est aujourd'hui considéré comme la preuve que la "Tulip Mania" a eu lieu, bien qu'il y ait des raisons de croire que cela fait aussi partie de la propagande touristique de Haarlem. Dès le XVIIe siècle, les nobles d'Amsterdam, de Leyde et d'autres endroits appréciaient de visiter les champs de tulipes de Haarlem au printemps, et les toiles de tulipes étaient aussi populaires que les bulbes.

## Œuvres
- Bouquets de fleurs dans un vase, 1639, 68 × 54 cm, Rijksmuseum, Amsterdam[1]
- Bouquet, 1644, huile sur panneau de bois, 27 × 21 cm, Musée Frans Hals, Haarlem[2]
- Vase de fleurs, 1640, huile sur panneau de bois, 88 × 71 cm, Musée Vivant Denon, Chalon-sur-Saône